# 10242 Wasserkuppe
10242 Wasserkuppe è un asteroide della fascia principale. Scoperto nel 1960, presenta un'orbita caratterizzata da un semiasse maggiore pari a 2,4248829 UA e da un'eccentricità di 0,1503167, inclinata di 2,04159° rispetto all'eclittica.
L'asteroide è dedicato al Wasserkuppe, la montagna più alta dei Monti Rhön, gruppo montuoso della Germania.